# Verneřice
Verneřice (en allemand : Wernstadt) est une ville du district de Děčín, dans la région d'Ústí nad Labem, en Tchéquie. Sa population s'élevait à 1 174 habitants en 2021.

## Géographie
Verneřice se trouve à 14 km au sud-est de Děčín, à 18 km à l'est d'Ústí nad Labem et à 66 km au nord de Prague.
La commune est limitée par Heřmanov, Valkeřice et Merboltice au nord, par Žandov à l'est, par Úštěk et Lovečkovice au sud, et par Zubrnice et Těchlovice à l'ouest .

## Histoire
La première mention écrite de la localité date de 1384.

## Administration
La commune se compose de sept quartiers :
- Čáslav
- Loučky
- Příbram
- Rychnov
- Rytířov
- Velké Stínky
- Verneřice

## Transports
Par la route, Verneřice se trouve  à 13 km de Benešov nad Ploučnicí, à 22 km de Děčín, à 25 km d'Ústí nad Labem et à 88 km de Prague.